# Löksä (sjö i Nyslott, Södra Savolax)
Löksä är en sjö i kommunen Nyslott i landskapet Södra Savolax i Finland. Sjön ligger 83,4 meter över havet. Arean är 84 hektar och strandlinjen är 4,59 kilometer lång. Sjön  ingår i Vuoksens huvudavrinningsområde.   Den ligger omkring 95 kilometer öster om S:t Michel och omkring 290 kilometer nordöst om Helsingfors. 
Löksä ligger öster om Kuhajärvi. 